# Fritz Wittek
Fritz Wittek (1961) is een Duitse drummer in de jazz (modern creative).

## Biografie
Wittek is een autodidact. Hij speelde in een trio met Wollie Kaiser en Dieter Manderscheid, daarna was hij lid van de groep Tome XX en toerde daarmee in Europa, Afrika en Latijns-Amerika. Hij speelt in het drum-Trio Scordatura (o.a. met zijn vrouw, Marianne Steffen-Wittek). Hij trad op in de film Pola X en is te horen op albums van Norbert Stein (Die 5 Tage) en Anne Hartkamp (glücklich). Hij geeft les aan de Offenen Jazz Haus Schule.

## Discografie (selectie)
- Wittek / Kaiser / Manderscheid Trotzdem (JazzHausMusik 1982)
- Wittek / Kaiser / Manderscheid Jazz … oder Was (JazzHausMusik 1987)
- Tome XX Natura Morta (JazzHausMusik 1988, met Dirk Raulf, Thomas Heberer, Tim Wells)
- Tome XX The Red Snapper (JazzHausMusik 1991, met Dirk Raulf, Thomas Heberer, Dieter Manderscheid)
- Tome XX She Could Do Nothing by Halves (JazzHausMusik 1997, met Dirk Raulf, Thomas Heberer, Dieter Manderscheid)